# Aloe munchii
Aloe munchii ist eine Pflanzenart der Gattung der Aloen in der Unterfamilie der Affodillgewächse (Asphodeloideae). Das Artepitheton munchii ehrt den in Simbabwe ansässigen Farmer Raymond C. Munch (1901–1985).

## Beschreibung

### Vegetative Merkmale
Aloe munchii wächst stammbildend, ist einfach oder spärlich verzweigt. Die aufrechten Stämme erreichen eine Länge von bis zu 5 Meter. Die etwa 24 bis 30 schwertförmigen Laubblätter bilden eine dichte Rosette. Die trüb graugrüne, rötlich überhauchte Blattspreite ist 50 Zentimeter lang und 6 bis 8 Zentimeter breit. Die etwas rosafarbenen Zähne am knorpeligen, etwas rosafarbenen Blattrand sind 1 bis 1,5 Millimeter lang und stehen 10 bis 15 Millimeter voneinander entfernt.

### Blütenstände und Blüten
Der Blütenstand weist zwei bis drei Zweige auf und erreicht eine Länge von 60 Zentimeter. Die dichten, konisch-kopfigen Trauben sind 10 bis 12 Zentimeter lang und 14 Zentimeter breit. Die eiförmig fein gespitzten Brakteen weisen eine Länge von 14 Millimeter auf und sind 10 bis 12 Millimeter breit. Die scharlachroten oder orangefarbenen Blüten stehen an 35 bis 40 Millimeter langen Blütenstielen. Sie sind 45 Millimeter lang und an ihrer Basis sehr kurz verschmälert. Auf Höhe des Fruchtknotens weisen die Blüten einen Durchmesser von 7 bis 8 Millimeter auf. Darüber sind sie zur Mündung leicht erweitert. Ihre äußeren Perigonblätter sind nicht miteinander verwachsen. Die Staubblätter und der Griffel ragen 2 bis 5 Millimeter aus der Blüte heraus.

## Systematik und Verbreitung
Aloe munchii ist an der Grenze zwischen Mosambik und Simbabwe auf Felsvorkommen in Höhen von 1525 bis 2135 Metern verbreitet.
Die Erstbeschreibung durch Hugh Basil Christian wurde 1951 veröffentlicht.

## Nachweise